# 비엣옌
비엣옌 시사(베트남어: Thị xã Việt Yên / 市社越安)는 베트남 동북부 지방 박장성의 티싸(시사)이다. 2016년을 기준으로 이 지역의 인구는 181,061명이다.  이 시사의 면적은 171.4 km2이며, 인민위원회는 빅동 방에 있다.

## 행정 구역
비엣옌 시사는 9개의 방과 8개의 사를 관할하고 있다.

### 방
- 빅동 방 (Phường Bích Động, 碧洞坊)
- 홍타이 방 (Phường Hồng Thái, 鴻泰坊)
- 넨 방 (Phường Nếnh, 能坊)
- 닌선 방 (Phường Ninh Sơn, 寧山坊)
- 꽝쩌우 방 (Phường Quang Châu, 光州坊)
- 꽝민 방 (Phường Quảng Min, 光明坊)
- 땅띠엔 방 (Phường Tăng Tiến, 增邊坊)
- 뜨란 방 (Phường Tự Lạn, 似爛坊)
- 번쭝 방 (Phường Vân Trung, 雲中坊)

### 사
- 흐엉마이 사 (Xã Hương Mai, 香枚社)
- 민득 사 (Xã Minh Đứcn, 明德社)
- 응이어쭝 사 (Xã Nghĩa Trung, 義忠社)
- 트엉란 사 (Xã Thượng Lan, 上蘭社)
- 띠엔선 사 (Xã Tiên Sơn, 仙山社)
- 쭝선 사 (Xã Trung Sơn,  中山社)
- 번하 사 (Xã Vân Hà, 雲河社)
- 비엣띠엔 사 (Xã Việt Tiến, 越進社)

## 갤러리

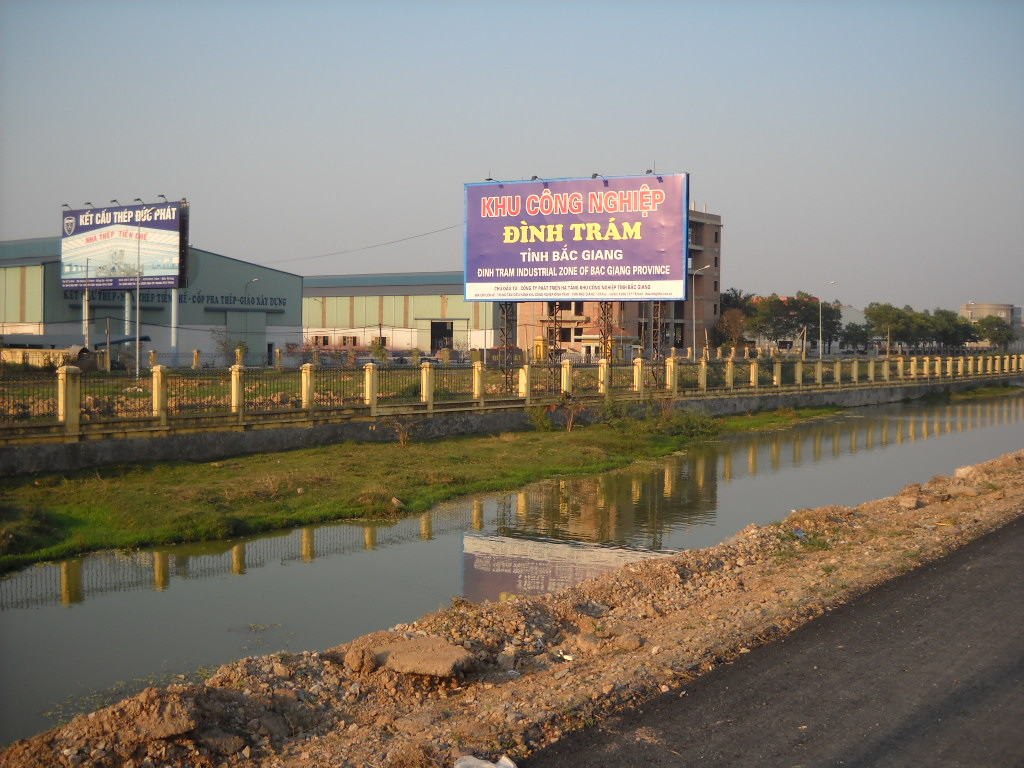
딘짬 산업단지
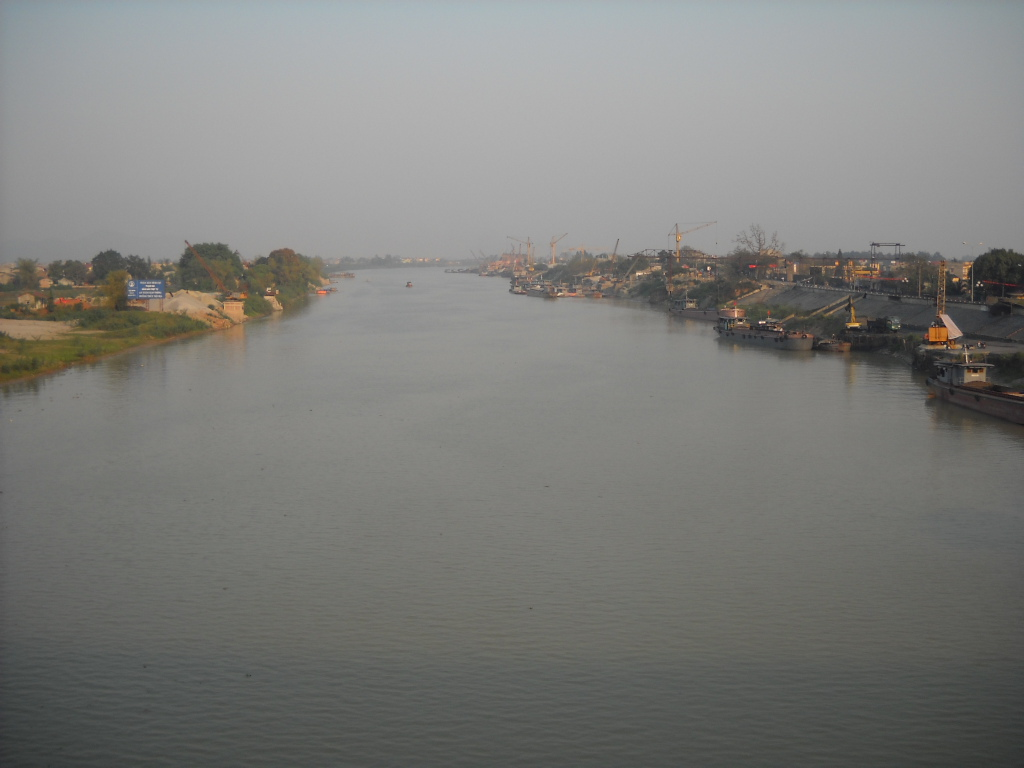
비엣옌 지점의 꺼우강
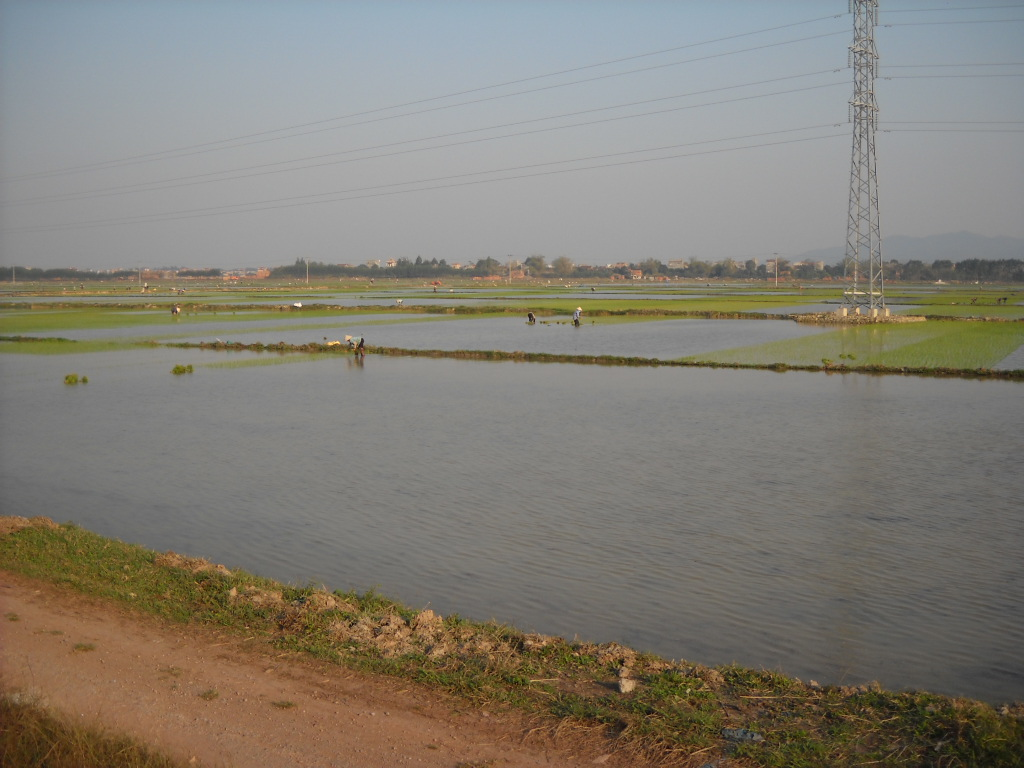
모내기 시절